# Gelbe Sattelkröte
Die Gelbe Sattelkröte (Brachycephalus ephippium) ist eine in Brasilien beheimatete Art aus der Familie der Sattelkröten (Brachycephalidae). Es handelt sich um winzige Froschlurche von auffällig gelber Färbung. Sie verfügen über ein stark wirksames Hautgift namens Tetrodotoxin. Im Englischen heißt die Art wegen ihrer Färbung „Pumpkin Toadlet“ (= Kürbiskrötchen).

## Merkmale
Diese Art erreicht eine Kopf-Rumpf-Länge von nur 12,5 bis 19,7 mm. Die Finger und Zehen sind auf drei an jeder Gliedmaße reduziert und dabei verkürzt. Die Hinterbeine sind recht kurz. Am Rücken befindet sich eine sattelförmige Knochenplatte unter der Haut. Die Tiere sind durchgängig leuchtend gelb bis orange gefärbt. Die Augen-Iris ist schwarz.

## Vorkommen und Lebensweise

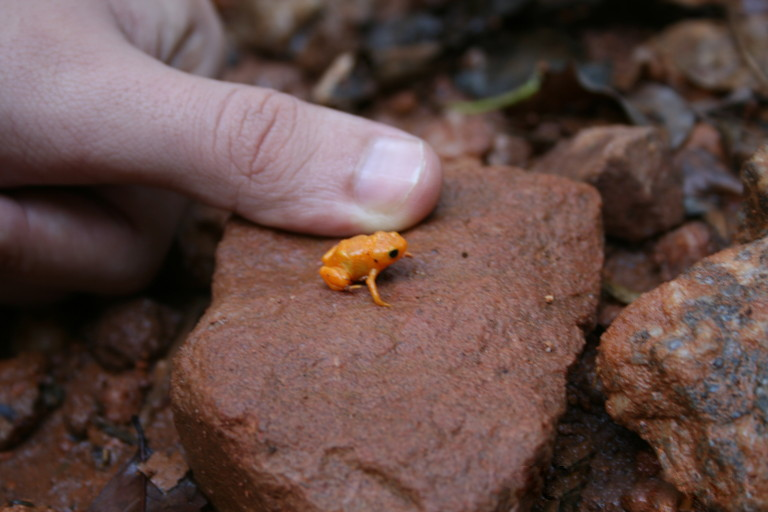
Zum Größenvergleich neben menschlichem Daumen

Gelbe Sattelkröten bewohnen die atlantischen Küstenwälder Südostbrasiliens (von Meereshöhe bis maximal 1200 m), wo sie in der Falllaubschicht am Boden leben. Als Nahrung dienen kleine Insekten und andere Wirbellose, etwa Springschwänze und Milben. In Trockenzeiten verbergen sich die Tiere tiefer in der Laubschicht.
Während der Regenzeit erfolgt die Fortpflanzung; dabei zeigen die Männchen ein territoriales Verhalten. Entdecken sie einen Artgenossen, äußern sie Rufe und bewegen einen Arm auf und ab. Handelt es sich bei dem Gegenüber um ein anderes Männchen, kommt es zu einem Ringkampf und der Rivale wird weggedrückt. Es werden kontinuierliche Rufserien von zwei bis sechs Minuten Länge erzeugt. Beim Rufen richten sich die Tiere auf allen vieren auf. Nach einer 2017 veröffentlichten Studie können die Kröten ihre Rufe aufgrund rückgebildeter Innenohren allerdings gar nicht hören; die Rufe könnten danach aufgrund der Giftigkeit der Kröten ein Warnsignal gegenüber Feinden sein oder aufgrund fehlender Selektion gegen das Rufverhalten erhalten geblieben sein.
Haben sie ein Weibchen angelockt, wird dieses ergriffen, wobei zunächst ein inguinaler Amplexus erfolgt. Danach rutscht das Männchen auf dem Rücken des Weibchens weiter nach vorne (axillarer Amplexus). Das Weibchen sucht eine geeignete Eiablagestelle zwischen Laub oder unter Totholz und legt schließlich über eine Zeitspanne von einer halben Stunde bis zu fünf recht große, gelblich-weiße Eier ab, die dabei vom Männchen besamt werden. Wenn das Männchen den Eiablageplatz verlassen hat, rollt das Weibchen die Eier mit Hilfe seiner Füße, so dass an diesen Erde anhaftet. Damit sollen die Eier vor Fressfeinden getarnt werden. So werden sie schließlich sich selbst überlassen.
Es findet kein aquatiles Kaulquappen-Stadium, sondern eine direkte Entwicklung statt. Aus den Eiern schlüpfen nach etwa zwei Monaten fertig entwickelte Jungkröten – diese weisen noch einen rudimentären Schwanz auf. Sattelkröten benötigen also, anders als die Mehrzahl der Amphibien, kein Gewässer für ihre Fortpflanzung.